# ГЕС Гудін
ГЕС Гудінг (古顶水电站) — гідроелектростанція на півдні Китаю у провінції Гуансі. Знаходячись між ГЕС Фуші (вище по течії) та ГЕС Дабу, входить до складу каскаду на річці Rongjiang, лівій твірній Liujiang, яка впадає ліворуч до основної течії річкової системи Сіцзян (завершується в затоці Південно-Китайського моря між Гуанчжоу та Гонконгом) на межі ділянок Hongshui та Qian.
В межах проекту річку перекрили комбінованою греблею висотою 25 метрів та довжиною 1089 метрів, яка включає бетонну гравітаційну та земляну ділянки. Вона утримує витягнуте на 27,6 км водосховище з площею поверхні 8,9 км2 та об'ємом 69,2 млн м3 (корисний об'єм 4,4 млн м3), в якому припустиме коливанням рівня у операційному режимі позначками 101,5 та 102 метра НРМ (під час повені рівень може зростати до 113,3 метра НРМ, а об'єм — до 204 млн м3).
Інтегрований у греблю машинний зал обладнали чотирма бульбовими турбінами потужністю по 20 МВт, які забезпечують виробництво 332 млн кВт-год електроенергії на рік.